# Рамим, Фабио Луис
Фабио Луис Рамим (порт. Fabio Luis Ramim, азерб. Fabio Luis Ramim; 10 апреля 1981, Сан-Паулу Бразилия) — бразильский и азербайджанский футболист, полузащитник. В 2008 году принял гражданство Азербайджана.

## Клубная карьера
16 февраля 2005 года, будучи игроком бразильского клуба «Атлетико Линенсе», подписал двухгодичный контракт с азербайджанским клубом «МКТ-Араз» Имишли. Затем выступал в клубах «Олимпик» (Баку) и «Баку».

## Сборная Азербайджана
Дебют в составе сборной Азербайджана состоялся 20 августа 2008 года в Рейкьявике, во время товарищеского матча Исландия — Азербайджан, который закончился вничью 1:1.